# Comeback (seriál)
Comeback je český televizní sitcom z produkce televize Nova. První díl s názvem Křeslo byl premiérově vysílán 4. září 2008, poslední díl s názvem Slepák byl uveden 24. října 2011.
Na každém dílu pracoval scenáristický tým, jehož členy byli jak profesionální scenáristé, tak bloggeři a další nadšenci. Tým vedl Tomáš Baldýnský.
V divácké anketě ANNO 2008 o nejoblíbenější pořad TV Nova získal Comeback třetí místo a představitel Ozzáka (Martin Dejdar) byl zvolen Mužem roku. V roce 2009 Comeback své umístění zopakoval, Martin Dejdar se umístil na třetím místě.
Ústřední píseň seriálu, kterou v seriálu zpívá postava Tomáše „Tomiho Paciho“ Pacovského (v podání Tomáše Matonohy) s názvem Vsákneš se do mě jako déšť ve skutečnosti složili známý skladatel a písničkář Xindl X (vlastním jménem Ondřej Ládek) a Jakub König. Dějově byla píseň vydaná v roce 1987, skladatelem hudby byl Radim Obvod a autorem textu René Relé.

## Výroba
Přípravu svého původního sitcomu zahájila Nova již v květnu 2007, kdy uspořádala workshop s názvem Sitcom Projekt. Na ten televize pozvala lidi nejrůznějších profesí, o kterých se domnívala, že by mohli být vtipní. Workshopu se tak zúčastnili nejen scenáristé, ale i herci, textaři, režiséři, novináři, spisovatelé nebo bloggeři. Americký televizní tvůrce John Vorhaus, autor knihy The Comic Toolbox: How to be Funny Even if You’re Not, se ujal jejich sitcomového školení. Několik účastníků workshopu se stalo základem scenáristického týmu, který se ale později ještě rozšiřoval.
Seriál údajně vznikal metodou pokus-omyl. Tvůrčí tým úplně zahodil několik už napsaných dílů a nevysílal se ani natočený pilotní díl. Postupem času se stabilizoval tvůrčí okruh přibližně deseti lidí, kteří měli rádi podobné věci, filmy a seriály. Ti tvořili jádro scenáristického týmu. Kromě toho existovala další skupina spolupracovníků, která pomáhala s nápady na vtipy, ale nepodílela se na psaní scénářů. Scenáristé si nejvíce oblíbili postavu Ozzáka. Cílem bylo vytvořit první úspěšný český sitcom, inspirovaný anglosaskou tradicí tohoto žánru.
Natáčení seriálu započalo 1. května 2008. Při premiéře prvního dílu 4. září 2008 bylo již natočeno 16 epizod a dalších 8 bylo v přípravě. Rozhodnutí o pokračování seriálu záviselo na divácké odezvě. První řada se nakonec rozrostla na celkem 30 dílů a vysílala se do června 2009.
Na podzim 2009 bylo natočeno 12 dílů druhé řady, které byly plánovány pro jarní vysílání roku 2010. Televize Nova se však z důvodu finanční krize rozhodla odvysílat pouze devět z nich mezi březnem a červnem 2010. Zbývající tři díly měly být zařazeny do třetí, závěrečné řady. V květnu a červnu 2010 bylo natočeno posledních 9 dílů, které byly tehdy označovány jako třetí řada. Tyto díly se spolu se třemi neodvysílanými epizodami z předchozího natáčení dostaly na obrazovky až v dubnu, září a říjnu 2011. I díly odvysílané v roce 2011 jsou dnes označovány jako součást druhé řady, která tak dohromady čítá 21 dílů. Během let 2008 až 2010 bylo natočeno celkem 51 dílů. Ačkoliv se objevovaly informace o finančních důvodech ukončení seriálu, hlavním příčinou bylo dle šéfa scenáristů Tomáše Baldýnského vyčerpání tvůrčího týmu, který už nechtěl pokračovat.
Seriál byl natočen v hostivařských filmových ateliérech, exteriérových záběrů je kromě předtočených předělů velmi málo. Do seriálu je přimíchán smích publika, jak je pro sitcomy typické. Na rozdíl od anglosaských předobrazů se Comeback nenatáčel před živým publikem, ale v tichosti a velmi komorně. Natočit jeden díl zabralo dva dny. Každou scénu herci poctivě zkoušeli. Při natáčení se dodržoval scénář, na improvizace bylo minimum prostoru.

## Děj seriálu
Seriál vypráví příběh pohaslé socialistické popové hvězdy Tomáše Pacovského, přezdívaného Tomi Paci. Nyní vlastní obchod s hudebními nosiči (CD) a spolu se svým bratrem Františkem Pacovským alias Ozzákem, metalovým nadšencem, vychovává dceru Ivu. Ozzák problémy často řeší v Hospodě u Jezevce, jejíž majitelka je Simona Bůčková, od níž utekl manžel i se vším nábytkem, děti jí nechal. Od té doby jsou chudá rodina. Je sousedkou Pacovských a její dvě děti, dvojčata Saša a Lexa (Alexandr a Alexandra Bůčkovi) jsou pravděpodobně u Pacovských více než doma. Saša je nejlepší kamarádkou Ivy. V prvních dílech sitcomu pochází krizí, protože si myslí, že je pro každého neviditelná. V pozdějších dílech se promítne jako velmi inteligentní, až příliš skromně vychovaná a přátelská. Její bratr Lexa je hudební nadšenec, který našel vzor v Ozzákovi. Je beznadějně zamilovaný do Ivy. Není zdaleka tak chytrý jako Saša, ale je velmi vtipný. V neposlední řadě je tu Marcelka, fanynka Tomiho Paciho, která zachrání jeho obchod před vymahači a poté zde začne pracovat jako prodavačka a Tomášova manažerka. Ozzák ji nesnáší a přezdívá ji „Mamba“. Ani Iva nemá Marcelku v lásce, ale když je to potřeba, vycházejí spolu. Má manžela Zorana, který je Chorvat.

## Postavy a obsazení
| Tomáš Matonoha     | Tomáš Pacovský – bývalý popový zpěvák „Tomi Paci“, majitel prodejny s hudbou U Dvou akordů                  |
| Kristýna Leichtová | Iva Pacovská – Tomášova dcera, stydí se za svého otce a odolává Lexovým marným návrhům                      |
| Martin Dejdar      | František „Ozzák“ Pacovský – Tomášův bratr, prodavač U Dvou akordů, metalový fanoušek, pivař a Lexův vzor   |
| Dana Batulková     | Marcela Divićová – sebejistá prodavačka U Dvou akordů, Tomášova fanynka s velkým organizačním talentem      |
| Matouš Ruml        | Alexandr „Lexa“ Bůček – syn Simony Bůčkové, fanoušek rocku, stále doufá, že s ním Iva bude chodit           |
| Marie Doležalová   | Alexandra „Saša“ Bůčková – nesebevědomá dcera Simony Bůčkové; Ivina kamarádka, pro svět vlastně neviditelná |
| Simona Babčáková   | Simona Bůčková – provozní hospody U Jezevce, blízká kamarádka Pacovských a matka dvou dětí (Lexa, Saša)     |
| Jakub Žáček        | různé vedlejší postavy                                                                                      |

## Řady a díly
| Řada | Díly | Premiéra       | Premiéra        |
| Řada | Díly | První díl      | Poslední díl    |
| ---- | ---- | -------------- | --------------- |
| 1    | 30   | 4. září 2008   | 17. června 2009 |
| 2    | 21   | 3. března 2010 | 24. října 2011  |

## Zajímavosti
- Horákova 11, tak zní v seriálu adresa pražského domu, ve kterém bydlí Pacovští a ve kterém se nachází obchod U Dvou akordů. Ve skutečnosti si tvůrci pro exteriérové prostřihy vypůjčili budovu na adrese Křižíkova 506/62 v Karlíně.[31][32] Ulice Horákova skutečně v Praze existuje, jedná se však o krátkou ulici nacházející se ve Stodůlkách a jediné liché číslo orientační 1 má MŠ Pastelka, Praha 13, Horákova 2064.
- Při tvorbě seriálu Comeback se tvůrci inspirovali americkým filmem Hudbu složil, slova napsal (2007) a zaměřili se na téma bývalých zpěváků socialistického popu.[6] Původní název seriálu byl Jako déšť…, ale později byl změněn na Comeback, aniž by tvůrci tušili o existenci stejnojmenného seriálu od HBO s Lisou Kudrow hlavní roli z roku 2005 (v českém prostředí pod názvem Návrat na výsluní). Ale protože zjistili, že americký seriál nebyl úspěšný, název Comeback ponechali.
- V původním návrhu měl roli dříve slavného zpěváka, který vychovává dceru a snaží se znovu prosadit, hrát Sagvan Tofi.[6][33]
- Tvůrci zamýšleli, že Tomáš Pacovský potřebuje svérázného metaláckého kamaráda, který bude jeho pravým opakem. Pak si uvědomili, že by takové postavy spolu pravděpodobně nekamarádily, a proto se rozhodli udělat z nich bratry (dle prvotních zpráv o přípravě seriálu mělo jít navíc o nevlastní bratry,[1][9][34] ale v ději seriálu ani v pozdějších materiálech není o tom zmínka). Ondřej Ládek (Xindl X), jeden ze scenáristů, se inspiroval svým známým přezdívaným Kissák, který byl velkým fanouškem skupiny Kiss. Ládek má rád Ozzyho Osbourna a proto seriálovou postavu navrhl pojmenovat Ozzák.[33][5][3]
- Najít herce, který by ztvárnil Ozzáka, nebylo lehké. Při castingu jej hráli jako nepříjemného ožralu. Martin Dejdar tvůrce přesvědčil ihned, ale přesto jej museli televizi Nova trochu prosazovat.[3][6]
- Maskérky potřebovaly 20 minut, aby proměnily Martina Dejdara na Ozzáka.[35][36]
- Ozzákovo kulhání nevymysleli scenáristé. Důvodem bylo, že v počátcích natáčení byl Martin Dejdar po operaci menisku.
- 9. prosince 2008 si Martin Dejdar v roli Ozzáka zazpíval na koncertu kapely Visací zámek píseň Známka punku.[37][38][39] 23. dubna 2009 pokřtil Ozzák novou desku skupiny Arakain.[40][41]
- Tykání a vykání mezi postavami probíhá následovně:
  - Dětem všichni tykají.
  - Tomášovi tykají Ozzák, Simona a Iva, vykají Marcelka, Saša a Lexa.
  - Ozzákovi tykají Tomáš, Simona a Iva, vykají Marcelka, Saša a Lexa.
  - Simoně tykají Tomáš, Ozzák, Iva, Saša a Lexa, vyká Marcelka.
  - Marcelce všichni vykají.
- Seriál uspořádal internetový casting s názvem Lexa hledá holku. Přihlásilo se 1700 dívek, a diváci sami z dvaceti finalisek vybírali, která uchazečka se v seriálu objeví jako Lexova přítelkyně. Zvítězila Marie Pochobradská z Pardubic, která si v 26. díle Těžká hodina zahrála kickboxerku Renatu Machovou, spolužačku Ivy, Lexy a Saši.[42][14]
- Obyvatel Bruntálu se dotklo, že si z něj udělal seriál legraci v 34. díle Zlatá ledvina, kde zaznělo například:[43][44][45][46]
  - „Nejšťastnější období zažil Bruntál v roce 1964, kdy armáda experimentálně přidávala LSD do vodovodního řadu.“
  - „Ve čtyřiaosmdesátém v Bruntále rozplakali Menšíka.“
  - „Zlé jazyky tvrdí, že Bruntálci se neradi baví. Nic nemůže být dále od pravdy. V Bruntále se některé rázovité kratochvíle dokonce zrodily. Vedle lovu březích laní se jedná hlavně o legendární běžecký závod Silážní střela.“
- Bylo zvažováno udělat z klávesisty Šimary v podání Josefa Poláška větší postavu. Tvůrci tento nápad opustili a postava se objevuje jen ve dvou dílech.[47]
- V jednom z dílů tvůrci plánovali, že Tomáš koupí zchátralé letadlo a následně všichni ztroskotají na opuštěném ostrově. Nápad byl z finančních důvodů zamítnut.[35]
- 31. března 2009 se v médiích objevila zpráva, že se v seriálu objeví Ozzákův idol Ozzy Osbourne, který přislíbil účast na natáčení a dokonce připraví dvě písničky speciálně pro Comeback.[48] Jednalo se ale o aprílový žert televize Nova, na který se nachytalo několik médií. Martin Dejdar naznačil možnost setkání Ozzáka a Ozzyho v rozhovoru pár dní předtím.[39] Po nesouvisejícím aprílu televize Nova doplnil, že ho organizátoři festivalu Řípfest oslovili s tím, že má na akci pod Řípem vystoupit i Ozzy Osbourne a navrhli možnost zkusit zorganizovat setkání.[49] Festival s Osbournem se uskutečnil o rok později, 28. srpna 2010.[50][51] Pořadatelé slíbili filmařům dvacet minut natáčení a tak scenáristé napsali jednoduchou vtipnou scénku do seriálu. Jenže na místě byly nakonec kamery zakázány a z plánů zbyla jen jedna špatná společná fotka Ozzyho s Ozzákem.[47]
- V době premiérového vysílání se objevovaly zprávy o možném celovečerním filmu Comeback, ale projekt se nikdy neuskutečnil.[52][53][47]

## Pokračování seriálu
V několika rozhovorech a podcastech (např. pro podcast #talks na rádiu Evropa 2) se Martin Dejdar (představitel role Františka „Ozzáka“ Pacovského) opakovaně vyjádřil, že scenáristé seriálu pod vedením Tomáše Baldýnského chystají pokračování a dle slov herce mají dokonce napsaný scenář. Vyjádřil se i v tom směru, že TV Nova oslovila herce z původního obsazení a všichni představitelé hlavních rolí, tedy konkrétně Tomáš Matonoha, Dana Batulková, Kristýna Leichtová, Matouš Ruml, Marie Doležalová i Jakub Žáček vyjádřili souhlas s účinkováním v pokračování seriálu. 
Na konci ledna 2024 Martin Dejdar sdílel záběry z natáčení. Popiskem „Už to začalo... Sledujte, hlídejte... Bratři Pacovští zase pohromadě,“ u společné fotky s Tomášem Matonohou. Snímek přímo z placu sdílel i Ondřej Ládek alias Xindl X, jenž byl v minulých sériích scenáristou.

## Comebackjako kult
Martin Dejdar si v roce 2021 založil instagramový profil, ve kterém pravidelně fotí fotografie a natáčí videa v kostýmu jím hrané postavy Františka „Ozzáka“ Pacovského. V jeho baru DayDee's na pražské náplavce je dokonce možné si objednat původní značku piva vytvořenou speciálně pro seriál s názvem Husťan a má i webové stránky fanklubu Ozzáka, kde lze nakoupit merchandising s motivy Comebacku.
V červnu 2025 vyšel o zákulisí natáčení dokument z cyklu Seriálové návraty na YouTube kanálu Filip Nesládek.

### Recenze
- Přichází Comeback, bizarní sitkomová rodinka slibující smích
- RECENZE: Comeback: konečně pořádný český sitkom
- Konečně český sitcom. A vtipný!
- Comeback české Ozzáky paroduje i rehabilituje
- RECENZE: Nový Comeback ještě přitvrdil v absurditě a pořád zlobí
- Nové díly Comebacku jsou dobré, i když méně dravé